# Elementar, dragă Data

„Elementary, Dear Data” este al 29-lea episod al serialului științifico-fantastic „Star Trek: Generația următoare”.

## Prezentare
După ce Data rezolvă cu ușurință un mister comun al lui Sherlock Holmes, recreat pe holopunte, Geordi îi cere computerului să creeze un personaj negativ din romanele lui Holmes, care să-l poată învinge pe Data. Personajul care rezultă, profesorul Moriarty, devine curând mult mai puternic decât se aștepta cineva.

## Povestea
Este data stelară 42286.3. În timp ce Enterprise așteaptă să se întâlnească cu USS Victory, Geordi La Forge și Data se duc pe holopunte pentru a recrea o poveste polițistă cu Sherlock Holmes. Data, care a citit toate povestirile cu Sherlock Holmes, este capabil să rezolve misterul în câteva minute. Geordi este frustrat deoarece atunci când se confruntă cu un mister a la Holmes, Data știe deja rezultatul, așa că îi explică lui Data că toată distracția este misterul în sine. Geordi îi cere computerului să creeze un alt program cu un mister nou și cu un adversar capabil să-l învingă pe Data. Dr. Pulaski se alătură celor doi. Atunci când repornesc programul, Dr. Pulaski este răpită. Data începe să rezolve misterul prin deducție logică. În curând, cei doi descoperă că profesorul Moriarty este responsabil pentru răpire, dar sunt șocați când află că Moriarty este conștient de faptul că holopuntea și el sunt de fapt o simulare. Moriarty este în stare, în cele din urmă, să acceseze computerul holopunții și cercetează o schiță a navei Enterprise.
Data și Geordi părăsesc holopuntea pentru a-l alerta pe căpitan. Geordi își dă seama că, atunci când a cerut computerului să creeze programul, a cerut de fapt un adversar care să-l poată învinge pe Data și nu pe Sherlock Holmes. Ca rezultat, calculatorul i-a dat personajului creat de holopunte, profesorul Moriarty, cunoștințe și sensibilitatea necesară pentru a se întrece cu succes cu Data. Atunci când Moriarty are pentru scurt timp acces la stabilizatoarele de control ale navei, Data și Geordi revin pe holopunte cu căpitanul Picard.
Atunci când dau de Moriarty și Pulaski, Picard este în măsură să negocieze cedarea înapoi a controlului computerului de bord. Moriarty, care acum știe despre ceea ce se află în afara holopunții, solicită să-și continue existența în lumea reală. Dar Picard îi spune lui Moriarty că acest lucru nu este posibil, cel puțin momentan. De aceea, el salvează programul și îi spune lui Moriarty că dacă se va descoperi vreodată o modalitate de a converti materia holopunții într-o formă permanentă îl va aduce înapoi. Picard întrerupe programul în timp ce USS Victory se apropie de Enterprise.

## Vezi și
- 1988 în științifico-fantastic